# Acanthoscelidius curtus
Espèce
Acanthoscelidius curtus est une espèce d'insectes appartenant à la famille  des Curculionidae.